# Симка (приток Селекши)
Симка — река в России, протекает по территории Юрьев-Польского района Владимирской области. Устье реки находится на 30 км по левому берегу реки Селекши. Длина реки составляет 18 км, площадь водосборного бассейна — 65,8 км².

## География и гидрология
От устья к истоку на реке расположены населённые пункты: Сима, Бильдино, Матвейщево, Спасское, Иналово, Рябинино.

## Данные водного реестра
По данным государственного водного реестра России относится к Окскому бассейновому округу, водохозяйственный участок реки — Нерль от истока и до устья, речной подбассейн реки — бассейны притоков Оки от Мокши до впадения в Волгу. Речной бассейн реки — Ока.
По данным геоинформационной системы водохозяйственного районирования территории РФ, подготовленной Федеральным агентством водных ресурсов:
- Код водного объекта в государственном водном реестре — 09010300812110000032388
- Код по гидрологической изученности (ГИ) — 110003238
- Код бассейна — 09.01.03.008
- Номер тома по ГИ — 10
- Выпуск по ГИ — 0